# 수도 지구 (베네수엘라)

수도 지구

수도 지구(스페인어: Distrito Capital)는 베네수엘라의 수도 카라카스를 관할하는 지역으로 면적은 433km2, 인구는 2,087,000명(2009년 기준)이다. 북쪽으로는 바르가스 주, 남쪽으로는 미란다 주와 접한다. 베네수엘라의 행정 구역에서 주와 똑같은 역할을 한다. 1개 지방 자치체(리베르타도르 시)를 관할한다.

## 같이 보기
- 베네수엘라의 주